# Marielund, Uppsala kommun
Marielund är en ort i Funbo socken i Uppsala kommun. Marielund ligger 15 km öster om Uppsala vid sjön Trehörningen. För bebyggelsen avgränsade SCB före 2015 en småort med namnet Marielund. Vid 2015 år avgränsades en tätort, namnsatt till Selknä och Marielund som även omfattade den tidigare småorten Selknä.

## Historia
Marielund har sitt namn från säteriet Marielund vid Gårsjön. Då en järnvägsstation anlades invid Upsala–Lenna Jernvägs smalspåriga järnväg fick den namn efter säteriet ungefär 500 meter längre söderut.
Vid sekelskiftet 1800/1900 uppstod ett villaområde kring järnvägsstationen och längs sjön Trehörningens stränder. Uppsalas borgerskap byggde här sommarnöjen och många hus har behållit sin karaktär än idag.  1907 köpte ett fastighetsbolag ett större tomtområde från Marielunds gård som avstyckades till tomter.
Marielunds station var vid öppnandet 1876 enbart håll- och lastplats, men upphöjdes senare till station. Den där stationerade banvakten skötte även de på trafikplatsen förekommande sysslorna. 1918 fick man elbelysning i och utanför stationshuset. 1949 byggdes ett nytt godsmagasin och en ny mellanplattform anlades. Elektrisk försignal från Länna installerades redan 1943. Persontrafiken lades ned 31 december 1966 och kvarvarande godstrafik lade SJ ned sommaren 1977. Marielund är idag en station på museibanan Upsala-Lenna Jernväg, "Lennakatten", där museitrafik har bedrivits av Museiföreningen Stockholm-Roslagens Järnvägar sedan 1974. Sidospåren och godsmagasinet har varit rivna, men museiföreningen har återuppbyggt bangården och flyttat hit Österbybruks gamla godsmagasin.
Marielunds historia finns utförligt beskriven i två böcker, boken "Marielund" från 1945 och boken "Marielund – en sommardröm vid Uppsala" från 2015. Den senare boken blev mycket uppmärksammad då den utnämndes till Årets hembygdsbok 2016.

### Befolkningsutveckling
| Befolkningsutvecklingen i Selknä och Marielund 2015–2020                                        | Befolkningsutvecklingen i Selknä och Marielund 2015–2020 | Befolkningsutvecklingen i Selknä och Marielund 2015–2020 | Befolkningsutvecklingen i Selknä och Marielund 2015–2020 | Befolkningsutvecklingen i Selknä och Marielund 2015–2020 |
| ----------------------------------------------------------------------------------------------- | -------------------------------------------------------- | -------------------------------------------------------- | -------------------------------------------------------- | -------------------------------------------------------- |
|                                                                                                 |                                                          |                                                          |                                                          |                                                          |
| År                                                                                              |                                                          |                                                          | Folkmängd                                                | Areal (ha)                                               |
| 2015                                                                                            | 2015                                                     |                                                          | 314                                                      | 128                                                      |
| 2020                                                                                            | 2020                                                     |                                                          | 307                                                      | 131                                                      |
| Anm.: ny tätort 2015. Var före dess en småort som 2010 hade 141 invånare på en yta av 35 hektar |                                                          |                                                          |                                                          |                                                          |

## Samhället
I anslutning till Marielunds station finns ett enklare café, öppet när museijärnvägen har trafik, och vid stationen anordnas ibland kulturevenemang.

## Marielunds gods
Godset är bebyggt med ett stenhus (från 1600-talets förra hälft), som 1897 genomgick en grundlig reparation. Marielund, som före 1781 kallades Lund, tillhörde Vasaättens arvegods och förlänades i början av 1600-talet till N. Chesnecopherus och 1629 till hans måg överste Jakob Forbes, som 1631 introducerades på riddarhuset under släktnamnet Forbes af Lund. Hans son sålde 1686 Lund, som sedan gick genom många händer; 1781 såldes det till majoren K. J. Didron, efter vars hustru det fick namnet Marielund. På 1880-talet köptes godset av bergmästaren K. F. Nordensson. Det tillhörde sedan hans måg kaptenen Fr. Ridderbjelke och disponenten Hugo Brundin på Gimo.

## Idrott
På sommaren finns här en simskola som drivs av Marielunds Simsällskap. Simsällskapet grundades 1925 av kapten Johannes Nyberg. Sedan dess har varje sommar (med något undantag) simundervisning skett på ön. Avslutningen har följt en särskild tradition som bygger på en akademisk tradition, där festligheten kallas promovering och eleverna kan bli magister och kandidat. Sällskapet har en anläggning på Tärnholmen som i folkmun kallas Badholmen.

## Bildgalleri

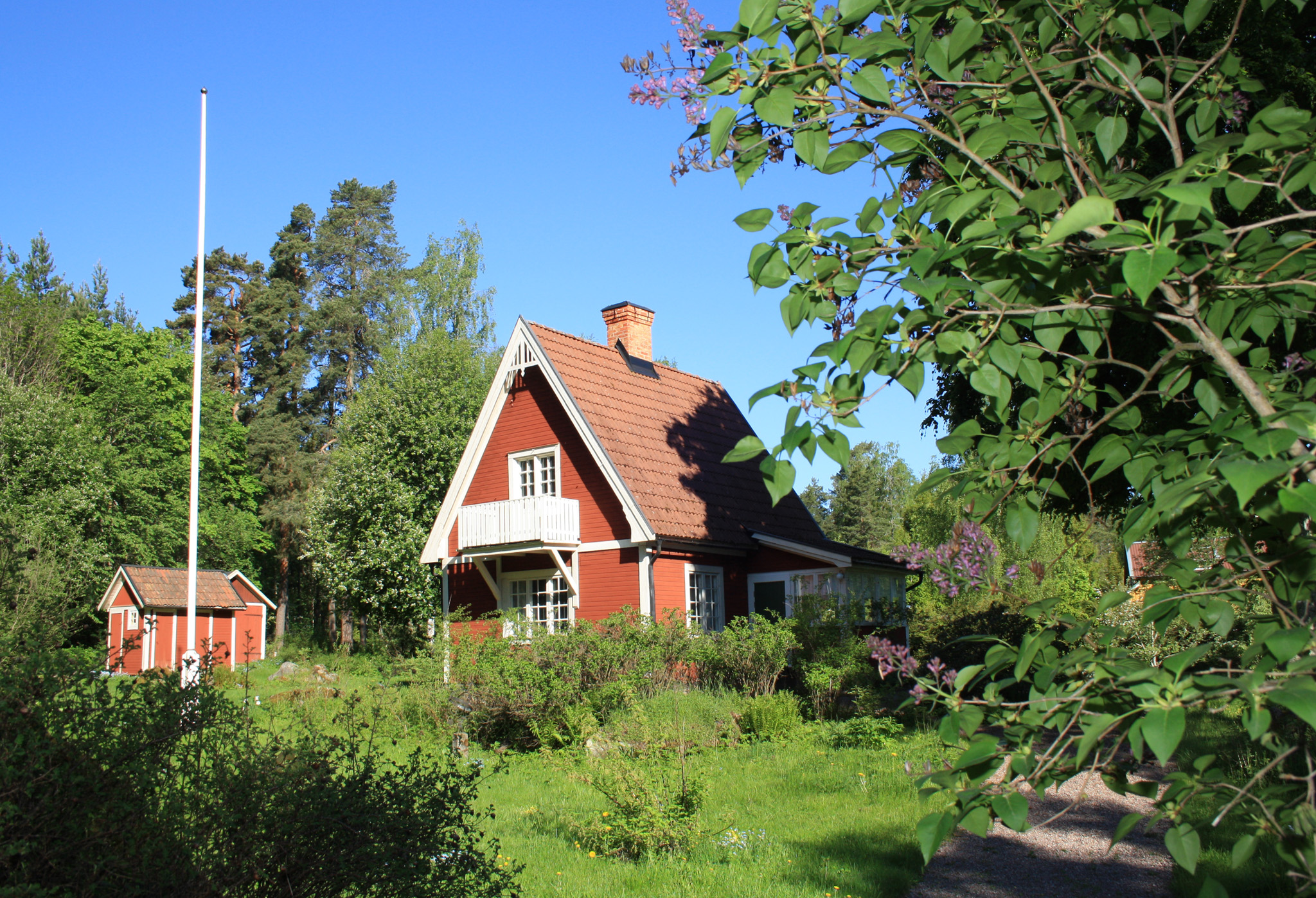
Exempel på sommarstuga i Marielund: Rosentorp
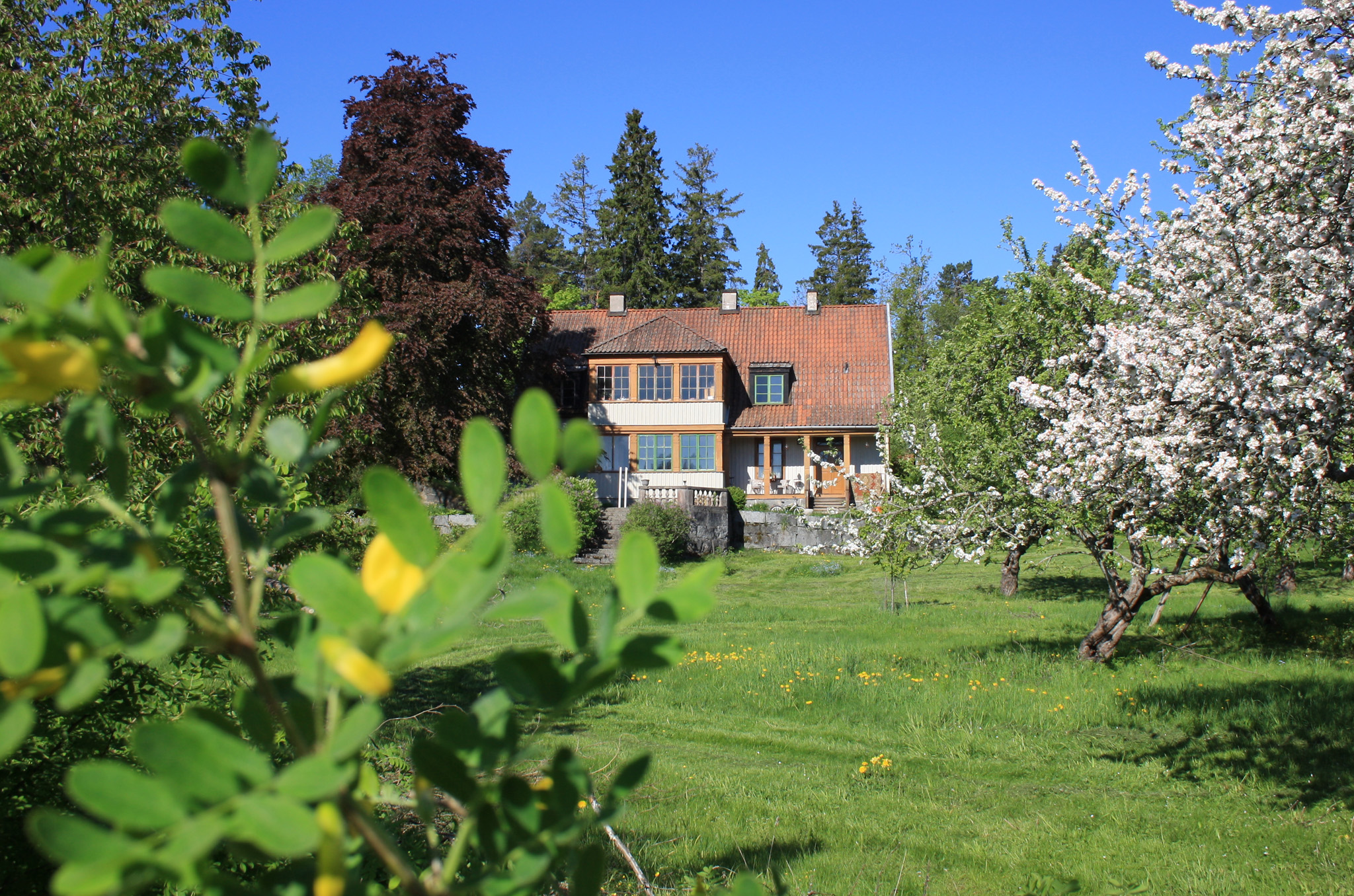
Exempel på större hus i Marielund: Villa Haga
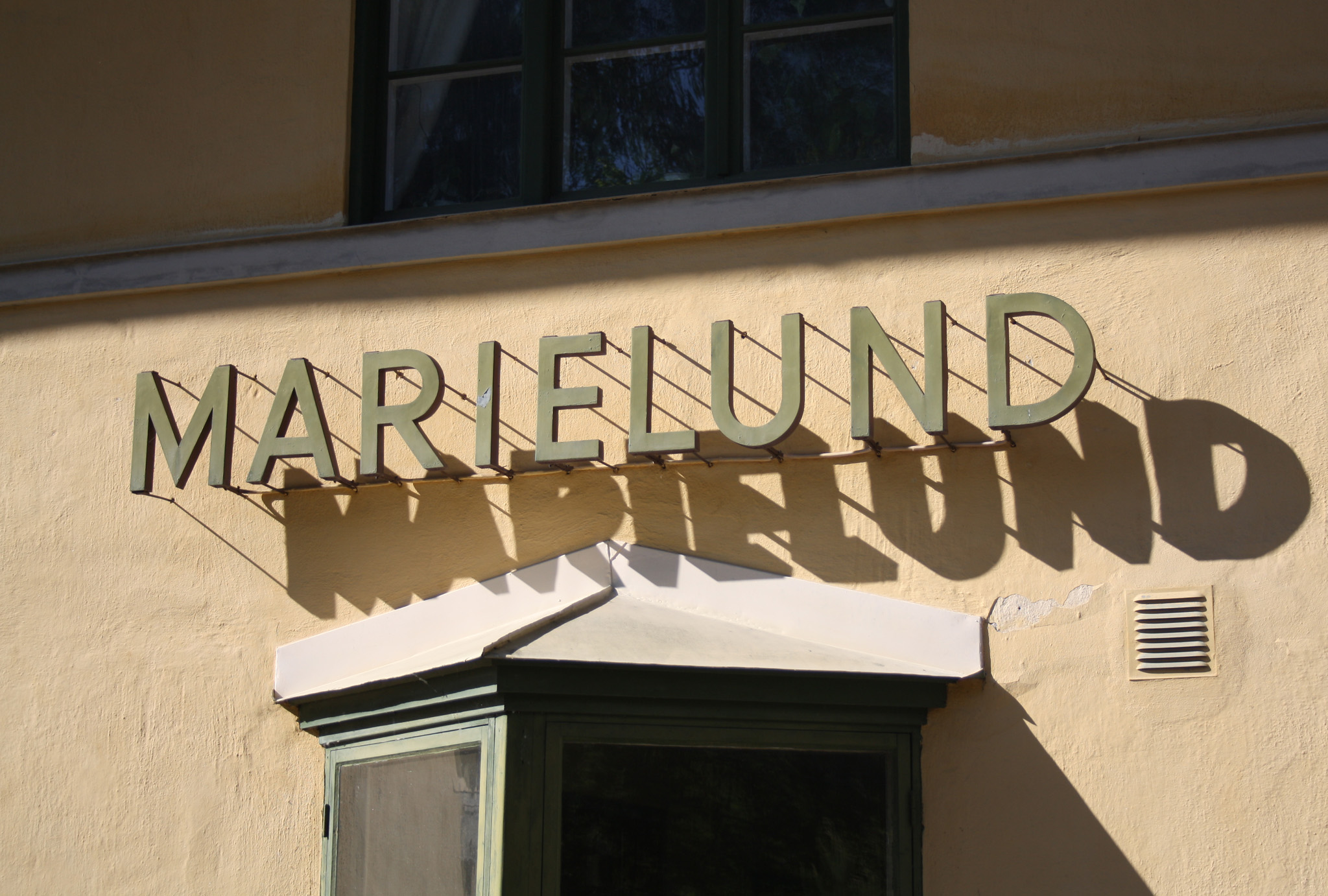
Närbild på skylten på Marielunds järnvägsstation

## Fotnoter
1. 1 2  Statistiska tätorter 2023, befolkning, landareal, befolkningstäthet per tätort, SCB, 28 november 2024, läs online.[källa från Wikidata]
2. ↑  Förändringar i antalet tätorter 2010-2015, SCB, 25 oktober 2016, läs online, läst: 25 januari 2017.[källa från Wikidata]
3. ↑  Småorternas landareal, folkmängd och invånare per km² 2005 och 2010, korrigerad 2012-10-15, SCB, 15 oktober 2012, läs online, läst: 9 juli 2016.[källa från Wikidata]
4. 1 2  Kodnyckel för SCB:s statistiska tätorter och småorter - Koppling mellan gammalt och nytt kodsystem, SCB, 11 november 2021, läs online.[källa från Wikidata]
5. ↑  Förändringar i antalet tätorter 2010-2015, SCB, Läst 25 januari 2017.
6. ↑  Byggnadsvårdsföreningens skrift: ”Tidningen Svensk Byggnadsvård”[död länk], Svensk Byggnadsvård', nr 1, 2010. ”En hotad sommaridyll”
7. ↑  Breidagård - ett gästhem i Marielund 1916-1963, artikel av Inger Björkman i årsboken Uppland 2006
8. 1 2  Hector, Harry : ”Marielund : ett uppländskt gods genom tiderna”, Norstedts förlag, 1945.
9. ↑  Pertoft, Jonas (2015). Marielund – sommardröm vid Uppsala
10. ↑  Lotta Frithiof. ”Belönas för bok om Marielund”. UNT, 2016-09-24. http://www.unt.se/kultur-noje/belonas-for-bok-om-marielund-4382018.aspx. Läst 18 januari 2018.
11. ↑  ”Landareal per tätort, folkmängd och invånare per kvadratkilometer. Vart femte år 1960 - 2016”. Statistiska centralbyrån. Arkiverad från originalet den 13 juni 2017. https://web.archive.org/web/20170613011648/http://www.statistikdatabasen.scb.se/pxweb/sv/ssd/START__MI__MI0810__MI0810A/LandarealTatort/?rxid=ff9309f9-7ecb-480f-a73c-08d86b3e56f8. Läst 18 maj 2017.
12. ↑  Marielunds simsällskap: ”Om simsällskapet”[död länk], Historia', ”Ett av de äldsta i Sverige”